# Konferenční liga UEFA 2024/2025
Konferenční liga UEFA 2024/2025 je 4. sezóna Konferenční ligy UEFA, mezinárodní fotbalové soutěže, které se účastní týmy z členských asociací UEFA. Koná se od srpna 2024 (kvalifikace) a od září 2024 do května 2025 (hlavní část).
Jedná se o první ročník Konferenční ligy UEFA hraný v novém formátu, který zahrnuje ligovou fázi s 36 týmy. Od této sezóny je soutěž přejmenovává z Evropské konferenční ligy UEFA na Konferenční ligu UEFA.
Vítězný tým Konferenční ligy 2024/25 se automaticky kvalifikuje do skupinové fáze Evropské ligy 2025/26, pokud se ze své ligové soutěže nekvalifikuje do skupinové fáze Ligy mistrů 2025/26.

## Účastnická místa
Celkem 167 týmů z 54 z celkových 55 členských zemí UEFA se účastní Konferenční ligy UEFA 2024/25. Jedinou výjimkou je Rusko, jehož týmy UEFA vyloučila ze soutěží. Země získaly účastnická místa dle koeficientů UEFA:
- Asociace na 1.–12. místě obdržely jedno místo.
- Asociace na 13.–33. a 51.–55 místě (kromě Ruska) obdržely dvě místa.
- Asociace na 34.–50. místě obdržely tři místa (s výjimkou Lichtenštejnska), které obdrželo jen jedno místo pro vítěze domácího poháru.
- Dále se Konferenční ligy zúčastní 15 týmů vyřazených v předkolech Ligy mistrů a 41 týmů vyřazených z Evropské ligy.

### Žebříček UEFA
Účastnická místa pro Evropskou konferenční ligu UEFA 2024/25 byla rozdělena podle koeficientu UEFA z roku 2023, do kterého byly započteny výsledky klubů dané země v evropských pohárových soutěžích od sezóny 2018/19 do sezóny 2022/23 včetně.
| #  | Asociace    | Koef.   | Týmy |
| -- | ----------- | ------- | ---- |
| 1  | Anglie      | 109,570 | 1    |
| 2  | Španělsko   | 92,998  | 1    |
| 3  | Německo     | 82,481  | 1    |
| 4  | Itálie      | 81,926  | 1    |
| 5  | Francie     | 61,164  | 1    |
| 6  | Nizozemsko  | 59,900  | 1    |
| 7  | Portugalsko | 56,216  | 1    |
| 8  | Belgie      | 42,200  | 1    |
| 9  | Skotsko     | 36,400  | 1    |
| 10 | Rakousko    | 34,000  | 1    |
| 11 | Srbsko      | 32,375  | 1    |
| 12 | Turecko     | 32,100  | 1    |
| 13 | Švýcarsko   | 31,675  | 2    |
| 14 | Ukrajina    | 29,500  | 2    |
| 15 | Česko       | 29,050  | 2    |
| 16 | Norsko      | 29,000  | 2    |
| 17 | Dánsko      | 27,825  | 2    |
| 18 | Rusko       | 26,215  | 0    |
| 19 | Chorvatsko  | 25,400  | 2    |

| #  | Asociace        | Koef.  | Týmy |
| -- | --------------- | ------ | ---- |
| 20 | Řecko           | 25,225 | 2    |
| 21 | Izrael          | 25,000 | 2    |
| 22 | Kypr            | 24,475 | 2    |
| 23 | Švédsko         | 23,750 | 2    |
| 24 | Polsko          | 20,750 | 2    |
| 25 | Maďarsko        | 20,625 | 2    |
| 26 | Rumunsko        | 20,500 | 2    |
| 27 | Bulharsko       | 20,000 | 2    |
| 28 | Slovensko       | 19,750 | 2    |
| 29 | Ázerbájdžán     | 16,625 | 2    |
| 30 | Kazachstán      | 12,625 | 2    |
| 31 | Slovinsko       | 12,500 | 2    |
| 32 | Moldavsko       | 12,250 | 2    |
| 33 | Kosovo          | 11,041 | 2    |
| 34 | Lichtenštejnsko | 11,000 | 1    |
| 35 | Lotyšsko        | 10,625 | 3    |
| 36 | Irsko           | 10,375 | 3    |
| 37 | Finsko          | 10,200 | 3    |
| 38 | Litva           | 10,625 | 3    |

| #  | Asociace            | Koef. | Týmy |
| -- | ------------------- | ----- | ---- |
| 39 | Arménie             | 9,875 | 3    |
| 40 | Bělorusko           | 9,875 | 3    |
| 41 | Bosna a Hercegovina | 9,750 | 3    |
| 42 | Lucembursko         | 9,000 | 3    |
| 43 | Faerské ostrovy     | 8,750 | 3    |
| 44 | Severní Irsko       | 8,583 | 3    |
| 45 | Malta               | 8,250 | 3    |
| 46 | Gruzie              | 8,000 | 3    |
| 47 | Estonsko            | 7,582 | 3    |
| 48 | Island              | 7,250 | 3    |
| 49 | Albánie             | 6,250 | 3    |
| 50 | Wales               | 6,166 | 3    |
| 51 | Gibraltar           | 5,791 | 2    |
| 52 | Severní Makedonie   | 5,500 | 2    |
| 53 | Andorra             | 5,165 | 2    |
| 54 | Černá Hora          | 4,750 | 2    |
| 55 | San Marino          | 1,999 | 2    |

### Rozdělení týmů
|                          |                             | Týmy vstupující do tohoto kola | Týmy postupující z předchozího kola                      | Týmy přesunuté z Ligy mistrů          | Týmy přesunuté z Evropské ligy          |
| ------------------------ | --------------------------- | --- | -------------------------------------------------------- | ------------------------------------- | --------------------------------------- |
| 1. předkolo (52 týmů)    | 1. předkolo (52 týmů)       | - 11 vítězů pohárů z asociací na 45.–55. místě - 21 týmů ze 2. místa asociací na 34.–55. místě (kromě Lichtenštejnska) - 20 týmů ze 3. místa asociací na 30.–50. místě (kromě Lichtenštejnska)                                                                   |                                                          |                                       |                                         |
| 2. předkolo (102 týmů)   | Mistrovská část (14 týmů)   | |                                                          | - 14 vyřazených týmů z 1. předkola LM |                                         |
| 2. předkolo (102 týmů)   | Nemistrovská část (88 týmů) | - 11 vítězů pohárů z asociací na 34.–44. místě - 17 týmů ze 2. místa asociací na 16.–33. místě (kromě Ruska) - 16 týmů ze 3. místa asociací na 13.–29. místě (kromě Ruska) - 9 týmů ze 4. místa asociací na 7.–15. místě - 1 tým z 5. místa asociace na 6. místě | - 26 vítězů z 1. předkola                                |                                       | - 8 týmů vyřazených z 1. předkola EL    |
| 3. předkolo (60 týmů)    | Mistrovská část (8 týmů)    | | - 7 vítězů z 2. předkola MČ                              | - 1 tým vyřazený z 1. předkola LM     |                                         |
| 3. předkolo (60 týmů)    | Nemistrovská část (52 týmů) | | - 44 vítězů z 2. předkola NČ                             |                                       | - 8 týmů vyřazených z 2. předkola EL    |
| 4. předkolo (48 týmů)    | Mistrovská část (10 týmů)   | | - 4 vítězové z 3. předkola MČ                            |                                       | - 6 týmů vyřazených z 3. předkola MČ EL |
| 4. předkolo (48 týmů)    | Nemistrovská část (38 týmů) | - 5 týmů ze 6. míst asociací na 1–5. místě (pro Anglii vítěz ligového poháru) | - 26 vítězů z 3. předkola NČ                             |                                       | - 7 týmů vyřazených z 3. předkola NČ EL |
| Skupinová fáze (36 týmů) | Skupinová fáze (36 týmů)    | | - 5 vítězů z 4. předkola MČ - 19 vítězů z 4. předkola NČ |                                       | - 12 týmů vyřazených ze 4. předkola EL  |

### Týmy
Týmy kvalifikované do Evropské konferenční ligy UEFA 2023/2024 seřazeny podle předkol do kterých vstoupily. V závorkách způsob kvalifikace:
Popisky v závorkách ukazují z jaké pozice se tým kvalifikoval do soutěže:
- 2., 3., 4., atd.: Umístění v lize
  - POE: Vítězové ligového play-off o Evropu
- VP: Vítěz domácího poháru
- LP: Vítěz ligového poháru
- LM: Vstup z Ligy mistrů
  - P1: Poražení z 1. předkola
  - P0: Poražení z 0. předkola
- EL: Vstup z Evropské ligy
  - 3S: 3. místo v základní skupině
  - P4: Poražení ze 4. předkola
  - P3: Poražení ze 3. předkola
- MČ: mistrovská část × NČ: nemistrovská část

| Vstup            | Vstup             | Týmy                        | Týmy                          | Týmy                       | Týmy                           |
| ---------------- | ----------------- | --------------------------- | ----------------------------- | -------------------------- | ------------------------------ |
| Základní skupina | Základní skupina  | Heart of Midlothian (EL P4) | LASK (EL P4)                  | Rapid Vídeň (EL P4)        | TSC (EL P4)                    |
| Základní skupina | Základní skupina  | Lugano (EL P4)              | Molde (EL P4)                 | APOEL (EL P4)              | Jagiellonia Białystok (EL P4)  |
| Základní skupina | Základní skupina  | Petrocub Hîncești (EL P4)   | Shamrock Rovers (EL P4)       | Dinamo Minsk (EL P4)       | Borac Banja Luka (EL P4)       |
|                  |                   |                             |                               |                            |                                |
| 4. předkolo      | Mistrovská část   | Celje (EL P3-MČ)            | Panevėžys (EL P3-MČ)          | KÍ (EL P3-MČ)              | The New Saints (EL P3-MČ)      |
| 4. předkolo      | Mistrovská část   | Lincoln Red Imps (EL P3-MČ) | UE Santa Coloma (EL P3-MČ)    |                            |                                |
| 4. předkolo      | Nemistrovská část | Chelsea (6.)                | Real Betis (7.)               | 1. FC Heidenheim (8.)      | Fiorentina (8.)                |
| 4. předkolo      | Nemistrovská část | Lens (7.)                   | Cercle Brugge (EL P3-NČ)      | Partizan (EL P3-NČ)        | Trabzonspor (EL P3-NČ)         |
| 4. předkolo      | Nemistrovská část | Servette (EL P3-NČ)         | Kryvbas Kryvyj Rih (EL P3-NČ) | Rijeka (EL P3-NČ)          | Panathinaikos (EL P3-NČ)       |
|                  |                   |                             |                               |                            |                                |
| 3. předkolo      | Mistrovská část   | HJK (LM P1)                 | Larne (LM P1)                 |                            |                                |
| 3. předkolo      | Nemistrovská část | Kilmarnock (EL P2-NČ)       | Vojvodina (EL P2-NČ)          | Silkeborg (EL P2-NČ)       | Maccabi Petah Tikva (EL P2-NČ) |
| 3. předkolo      | Nemistrovská část | Wisla Krakov (EL P2-NČ)     | Corvinul Hunedoara (EL P2-NČ) | Botev Plovdiv (EL P2-NČ)   | Ružomberok (EL P2-NČ)          |
| 3. předkolo      | Nemistrovská část | Šeriff Tiraspol (EL P2-NČ)  |                               |                            |                                |
|                  |                   |                             |                               |                            |                                |
| 2. předkolo      | Mistrovská část   | Ordabasy (LM P1)            | Ballkani (LM P1)              | Pjunik (LM P1)             | Differdange 03 (LM P1)         |
| 2. předkolo      | Mistrovská část   | Ħamrun Spartans (LM P1)     | Dinamo Batumi (LM P1)         | Flora (LM P1)              | Víkingur Reykjavík (LM P1)     |
| 2. předkolo      | Mistrovská část   | Egnatia (LM P1)             | Struga (LM P1)                | Dečić (LM P1)              | Virtus (LM P1)                 |
| 2. předkolo      | Nemistrovská část | Pafos (EL P1-NČ)            | Paksi (EL P1-NČ)              | Zirə (EL P1-NČ)            | Tobol (EL P1-NČ)               |
| 2. předkolo      | Nemistrovská část | Maribor (EL P1-NČ)          | Llapi (EL P1-NČ)              | Go Ahead Eagles (POV)      | Vitória de Guimarães (5.)      |
| 2. předkolo      | Nemistrovská část | Gent (POV)                  | St. Mirren (5.)               | Austria Vídeň (POV)        | Radnički 1923 (5.)             |
| 2. předkolo      | Nemistrovská část | İstanbul Başakşehir (4.)    | Curych (4.)                   | St. Gallen (5.)            | Dnipro-1 (4.)                  |
| 2. předkolo      | Nemistrovská část | Polissja Žytomyr (4.)       | Baník Ostrava (4.)            | Mladá Boleslav (POV)       | Brann (2.)                     |
| 2. předkolo      | Nemistrovská část | Tromsø (3.)                 | Brøndby (2.)                  | FC Kodaň (POV)             | Hajduk Split (3.)              |
| 2. předkolo      | Nemistrovská část | Osijek (4.)                 | AEK Athény (2.)               | Makabi Haifa (2.)          | Hapoel Beer Ševa (3.)          |
| 2. předkolo      | Nemistrovská část | AEK Larnaka (2.)            | Omonia (3.)                   | Häcken (3.)                | Djurgården (4.)                |
| 2. předkolo      | Nemistrovská část | Śląsk Wrocław (2.)          | Legia Warszawa (3.)           | Puskás Akadémia (3.)       | Fehérvár (4.)                  |
| 2. předkolo      | Nemistrovská část | CFR Kluž (2.)               | Universitatea Craiova (POV)   | Černo More (2.)            | CSKA 1948 (POV)                |
| 2. předkolo      | Nemistrovská část | DAC Dunajská Streda (2.)    | Spartak Trnava (3.)           | Sabah (3.)                 | Sumqayit (4.)                  |
| 2. předkolo      | Nemistrovská část | Astana (2.)                 | Olimpija (3.)                 | Zimbru Chișinău (3.)       | KF Drita (3.)                  |
| 2. předkolo      | Nemistrovská část | Vaduz (VP)                  | Riga (VP)                     | St Patrick's Athletic (VP) | Ilves (VP)                     |
| 2. předkolo      | Nemistrovská část | TransINVEST (VP)            | Ararat-Armenia (VP)           | Nioman Hrodna (VP)         | Zrinjski Mostar (VP)           |
| 2. předkolo      | Nemistrovská část | Progrès Niederkorn (VP)     | HB Tórshavn (VP)              | Cliftonville (VP)          | Sliema Wanderers (3.)          |
| 2. předkolo      | Nemistrovská část | Iberia 1999 (VP)            |                               |                            |                                |
|                  |                   |                             |                               |                            |                                |
| 1. předkolo      | 1. předkolo       | Aktobe (3.)                 | Bravo (3.)                    | Milsami Orhei (4.)         | Malisheva (4.)                 |
| 1. předkolo      | 1. předkolo       | Auda (3.)                   | Liepāja (5.)                  | Derry City (2.)            | Shelbourne (4.)                |
| 1. předkolo      | 1. předkolo       | KuPS (3.)                   | VPS (POV)                     | Žalgiris (2.)              | Šiauliai (3.)                  |
| 1. předkolo      | 1. předkolo       | Noah (2.)                   | Urartu (3.)                   | Torpedo-BelAZ Zhodino (3.) | Isloch Minsk Raion (4.)        |
| 1. předkolo      | 1. předkolo       | Velež Mostar (3.)           | Sarajevo (3.)                 | F91 Dudelange (3.)         | UNA Strassen (6.)              |
| 1. předkolo      | 1. předkolo       | Víkingur (2.)               | B36 Tórshavn (4.)             | Linfield (2.)              | Crusaders (POV)                |
| 1. předkolo      | 1. předkolo       | Floriana (2.)               | Marsaxlokk (4.)               | Dinamo Tbilisi (2.)        | Torpedo Kutaisi (3.)           |
| 1. předkolo      | 1. předkolo       | FCI Levadia (2.)            | Tallinna Kalev (3.)           | Paide Linnameeskond (4.)   | Valur (2.)                     |
| 1. předkolo      | 1. předkolo       | Stjarnan (3.)               | Breiðablik (4.)               | Partizani (2.)             | KF Vllaznia (4.)               |
| 1. předkolo      | 1. předkolo       | KF Tirana (5.)              | Connah's Quay Nomads (VP)     | Bala Town (3.)             | Caernarfon Town (POV)          |
| 1. předkolo      | 1. předkolo       | St Joseph's (2.)            | Bruno's Magpies (3.)          | GFK Tikvesh (VP)           | Škendija (2.)                  |
| 1. předkolo      | 1. předkolo       | Inter Club d'Escaldes (2.)  | Atlètic Club d'Escaldes (3.)  | Budućnost (VP)             | Mornar Bar (2.)                |
| 1. předkolo      | 1. předkolo       | La Fiorita (VP)             | Tre Penne (POV)               |                            |                                |

Poznámky

## Termíny
Termíny pro odehrání jednotlivých kol a jejich losování jsou uvedeny níže. Pokud není uvedeno jinak, los probíhá vždy v Nyonu, ve Švýcarsku, v sídle UEFA.
| Fáze            | Kolo             | Datum losování                                    | První zápasy                                      | Druhé zápasy       |
| --------------- | ---------------- | ------------------------------------------------- | ------------------------------------------------- | ------------------ |
| Kvalifikace     | 1. předkolo      | 18. června 2024                                   | 11. červenec 2024                                 | 18. červenec 2024  |
| Kvalifikace     | 2. předkolo      | 19. června 2024                                   | 25. červenec 2024                                 | 1. srpna 2024      |
| Kvalifikace     | 3. předkolo      | 22. červenec 2024                                 | 8. srpen 2024                                     | 15. srpen 2024     |
| Kvalifikace     | 4. předkolo      | 5. srpna 2024                                     | 22. srpna 2024                                    | 29. srpna 2024     |
| Skupinová fáze  | 1. kolo          | 30. srpna 2024                                    | 3. října 2024                                     | 3. října 2024      |
| Skupinová fáze  | 2. kolo          | 30. srpna 2024                                    | 24. října 2024                                    | 24. října 2024     |
| Skupinová fáze  | 3. kolo          | 30. srpna 2024                                    | 7. listopadu 2024                                 | 7. listopadu 2024  |
| Skupinová fáze  | 4. kolo          | 30. srpna 2024                                    | 28. listopadu 2024                                | 28. listopadu 2024 |
| Skupinová fáze  | 5. kolo          | 30. srpna 2024                                    | 12. prosince 2024                                 | 12. prosince 2024  |
| Skupinová fáze  | 6. kolo          | 30. srpna 2024                                    | 19. prosince 2024                                 | 19. prosince 2024  |
| Vyřazovací fáze | Předkolo playoff | 20. prosince 2024                                 | 13. února 2025                                    | 20. února 2025     |
| Vyřazovací fáze | Osmifinále       | 21. února 2025                                    | 6. března 2025                                    | 13. března 2025    |
| Vyřazovací fáze | Čtvrtfinále      | 21. února 2025                                    | 10. dubna 2025                                    | 17. dubna 2025     |
| Vyřazovací fáze | Semifinále       | 21. února 2025                                    | 1. května 2025                                    | 8. května 2025     |
| Vyřazovací fáze | Finále           | 28. května 2025 na Stadionu Miejski ve Vratislavi | 28. května 2025 na Stadionu Miejski ve Vratislavi |                    |

## Kvalifikace

### 1. předkolo
Los 1. předkola proběhl 18. června 2024.
Vítězové postoupí do 2. předkola.
| Domácí v 1. zápase      | Celkem         | Hosté v 1. zápase     | 1. zápas | 2. zápas  |
| ----------------------- | -------------- | --------------------- | -------- | --------- |
| Velež Mostar            | 2 : 6          | Inter Club d'Escaldes | 1:1      | 1:5       |
| Floriana                | 4 : 2          | Tre Penne             | 3:1      | 1:1       |
| Torpedo-BelAZ Zhodino   | 2 : 4          | Milsami Orhei         | 2:4      | 0:0       |
| Šiauliai                | 0 : 2          | FCI Levadia           | 0:2      | 0:0       |
| Bala Town               | 2 : 3          | Paide Linnameeskond   | 1:2      | 1:1 (pp.) |
| La Fiorita              | 1 : 1 (4:2 p.) | Isloch Minsk Raion    | 0:1      | 1:0 (pp.) |
| Caernarfon Town         | 3 : 3 (8:7 p.) | Crusaders             | 2:0      | 1:3 (pp.) |
| Tallinna Kalev          | 1 : 4          | Urartu                | 1:2      | 0:2       |
| Valur                   | 6 : 2          | Vllaznia              | 2:2      | 4:0       |
| Bruno's Magpies         | 3 : 2          | Derry City            | 2:0      | 1:2 (pp.) |
| Malisheva               | 1 : 3          | Budućnost             | 1:0      | 0:3       |
| Atlètic Club d'Escaldes | 0 : 3          | F91 Dudelange         | 0:1      | 0:2       |
| Partizani               | 3 : 2          | Marsaxlokk            | 1:1      | 2:1       |
| Auda                    | 3 : 0          | B36 Tórshavn          | 2:0      | 1:0       |
| Stjarnan                | 4 : 3          | Linfield              | 2:0      | 2:3       |
| Torpedo Kutaisi         | 2 : 1          | Tirana                | 1:1      | 1:0       |
| Shelbourne              | 3 : 2          | St Joseph's           | 2:1      | 1:1       |
| Aktobe                  | 3 : 3 (3:4 p.) | Sarajevo              | 0:1      | 3:2 (pp.) |
| Bravo                   | 2 : 1          | Connah's Quay Nomads  | 0:1      | 2:0       |
| Liepāja                 | 1 : 3          | Víkingur              | 1:1      | 0:2       |
| Noah                    | 4 : 1          | Škendija              | 2:0      | 2:1       |
| Tikvesh                 | 4 : 5          | Breiðablik            | 3:2      | 1:3       |
| Mornar Bar              | 3 : 2          | Dinamo Tbilisi        | 2:1      | 1:1       |
| UNA Strassen            | 0 : 5          | KuPS                  | 0:0      | 0:5       |
| VPS                     | 1 : 3          | Žalgiris              | 1:2      | 0:1       |

### 2. předkolo
Los 2. předkola proběhne 19. června 2024.
Vítězové postoupí do 3. předkola.

#### Mistrovská část
| Domácí v 1. zápase | Celkem         | Hosté v 1. zápase | 1. zápas | 2. zápas  |
| ------------------ | -------------- | ----------------- | -------- | --------- |
| HJK                | —              | neznámá vlajka    | —        | —         |
| Larne              | —              | neznámá vlajka    | —        | —         |
| Differdange 03     | 4 : 4 (3:4 p.) | Ordabasy          | 1:0      | 3:4 (pp.) |
| Víkingur Reykjavík | 2 : 1          | Egnatia           | 0:1      | 2:0       |
| Virtus             | 2 : 5          | Flora             | 0:0      | 2:5 (pp.) |
| Struga             | 3 : 4          | Pjunik            | 2:1      | 1:3       |
| Dinamo Batumi      | 0 : 2          | Dečić             | 0:2      | 0:0       |
| Ballkani           | 2 : 0          | Ħamrun Spartans   | 0:0      | 2:0       |

#### Nemistrovská část
| Domácí v 1. zápase    | Celkem         | Hosté v 1. zápase     | 1. zápas | 2. zápas  |
| --------------------- | -------------- | --------------------- | -------- | --------- |
| Go Ahead Eagles       | 1 : 2          | Brann                 | 0:0      | 1:2       |
| Omonia                | 5 : 2          | Torpedo Kutaisi       | 3:1      | 2:0       |
| Breiðablik            | 1 : 3          | Drita                 | 1:2      | 0:1       |
| Osijek                | 6 : 1          | FCI Levadia           | 5:1      | 1:0       |
| Olimpija Lublaň       | 4 : 1          | Polissja Žytomyr      | 2:0      | 2:1       |
| AEK Athény            | 8 : 3          | Inter Club d'Escaldes | 4:3      | 4:0       |
| KuPS                  | 0 : 2          | Tromsø                | 0:1      | 0:1       |
| Valur                 | 1 : 4          | St. Mirren            | 0:0      | 1:4       |
| Sumqayit              | 1 : 2          | Fehérvár              | 1:2      | 0:0       |
| Ilves                 | 5 : 5 (5:4 p.) | Austria Vídeň         | 2:1      | 3:4 (pp.) |
| CSKA 1948             | 2 : 1          | Budućnost             | 1:0      | 1:1 (pp.) |
| Zirə                  | 6 : 1          | DAC Dunajská Streda   | 4:0      | 2:1       |
| Maribor               | 4 : 3          | Universitatea Craiova | 2:0      | 2:3       |
| St Patrick's Athletic | 5 : 3          | Vaduz                 | 3:1      | 2:2       |
| Bruno's Magpies       | 1 : 8          | Kodaň                 | 0:3      | 1:5       |
| Başakşehir            | 10 : 1         | La Fiorita            | 6:1      | 4:0       |
| Legia Warszawa        | 11 : 0         | Caernarfon Town       | 6:0      | 5:0       |
| Dnipro-1              | 0 : 6          | Puskás Akadémia       | 0:3      | 0:3       |
| Žalgiris              | 2 : 4          | Pafos                 | 2:1      | 0:3 (pp.) |
| Djurgårdens           | 3 : 1          | Progrès Niederkorn    | 3:0      | 0:1       |
| Gent                  | 7 : 1          | Víkingur              | 4:1      | 3:0       |
| F91 Dudelange         | 3 : 12         | Häcken                | 2:6      | 1:6       |
| Hapoel Beer Ševa      | 2 : 1          | Černo More            | 0:0      | 2:1       |
| Hajduk Split          | 2 : 0          | HB Tórshavn           | 2:0      | 0:0       |
| Zrinjski Mostar       | 3 : 2          | Bravo                 | 0:1      | 3:1       |
| Riga                  | 2 : 3          | Śląsk Wrocław         | 1:0      | 1:3       |
| Floriana              | 0 : 5          | Vitória de Guimarães  | 0:1      | 0:4       |
| Stjarnan              | 2 : 5          | Paide Linnameeskond   | 2:1      | 0:4       |
| Cliftonville          | 1 : 4          | Auda                  | 1:2      | 0:2       |
| St. Gallen            | 5 : 1          | Tobol                 | 4:1      | 1:0       |
| Mladá Boleslav        | 3 : 0          | TransINVEST           | 2:0      | 3:0       |
| Noah                  | 7 : 0          | Sliema Wanderers      | 7:0      | 0:0       |
| Baník Ostrava         | 7 : 1          | Urartu                | 5:1      | 2:0       |
| Curych                | 3 : 0          | Shelbourne            | 3:0      | 0:0       |
| Brøndby               | 8 : 2          | Llapi                 | 6:0      | 2:2       |
| CFR Kluž              | 5 : 0          | Nioman Hrodna         | 0:0      | 5:0       |
| Zimbru Chișinău       | 1 : 6          | Ararat-Armenia        | 0:3      | 1:3       |
| Radnički 1923         | 2 : 2 (3:4 p.) | Mornar                | 1:0      | 1:2 (pp.) |
| Sarajevo              | 0 : 3          | Spartak Trnava        | 0:0      | 0:3       |
| Makabi Haifa          | 6 : 6 (2:3 p.) | Sabah                 | 0:3      | 6:3 (pp.) |
| Paksi                 | 5 : 0          | AEK Larnaka           | 3:0      | 2:0       |
| Iberia 1999           | 2 : 0          | Partizani             | 2:0      | 0:0       |
| Milsami Orhei         | 1 : 2          | Astana                | 1:1      | 0:1       |

Poznámky
1. 1 2  Dnipro-1 se vzdalo obou zápasů z důvodu bankrotu.

### 3. předkolo
Los 3. předkola proběhl 22. července 2024.
Vítězové postoupí do 4. předkola.

#### Mistrovská část
| Domácí v 1. zápase | Celkem         | Hosté v 1. zápase | 1. zápas | 2. zápas  |
| ------------------ | -------------- | ----------------- | -------- | --------- |
| Víkingur Reykjavík | 3 : 2          | Flora             | 1:1      | 2:1       |
| Ordabasy           | 0 : 2          | Pjunik            | 0:1      | 0:1       |
| Ballkani           | 1 : 1 (1:4 p.) | Larne             | 0:1      | 1:0 (pp.) |
| HJK                | 2 : 2 (4:3 p.) | Dečić             | 1:0      | 1:2 (pp.) |

#### Nemistrovská část
| Domácí v 1. zápase    | Celkem           | Hosté v 1. zápase    | 1. zápas | 2. zápas  |
| --------------------- | ---------------- | -------------------- | -------- | --------- |
| Mladá Boleslav        | 5 : 3            | Hapoel Beer Ševa     | 1:1      | 4:2       |
| Kilmarnock            | 3 : 2            | Tromsø               | 2:2      | 1:0       |
| Ararat-Armenia        | 3 : 4            | Puskás Akadémia      | 0:1      | 3:3       |
| Curych                | 0 : 5            | Vitória de Guimarães | 0:3      | 0:2       |
| Paksi                 | 5 : 2            | Mornar               | 3:0      | 2:2       |
| Häcken                | 7 : 2            | Paide Linnameeskond  | 6:1      | 1:1       |
| Maribor               | 2 : 2 (4:2 p.)   | Vojvodina            | 2:1      | 0:1 (pp.) |
| Spartak Trnava        | 4 : 4 (11:12 p.) | Wisla Krakov         | 3:1      | 1:3 (pp.) |
| St Patrick's Athletic | 2 : 0            | Sabah                | 1:0      | 1:0       |
| St. Mirren            | 2 : 4            | Brann                | 1:1      | 1:3       |
| CSKA 1948             | 2 : 5            | Pafos                | 2:1      | 0:4 (pp.) |
| Ilves                 | 2 : 4            | Djurgårdens          | 1:1      | 1:3       |
| Corvinul Hunedoara    | 2 : 8            | Astana               | 1:2      | 1:6       |
| Ružomberok            | 1 : 0            | Hajduk Split         | 0:0      | 1:0       |
| Noah                  | 3 : 2            | AEK Athény           | 3:1      | 0:1       |
| Auda                  | 2 : 3            | Drita                | 1:0      | 1:3 (pp.) |
| Iberia 1999           | 0 : 3            | Başakşehir           | 0:1      | 0:2       |
| Brøndby               | 3 : 4            | Legia Warszawa       | 2:3      | 1:1       |
| Maccabi Petah Tikva   | 0 : 2            | CFR Kluž             | 0:1      | 0:1       |
| Silkeborg             | 4 : 5            | Gent                 | 2:2      | 2:3 (pp.) |
| Osijek                | 3 : 3 (1:2 p.)   | Zirə                 | 1:1      | 2:2 (pp.) |
| St. Gallen            | 4 : 3            | Śląsk Wrocław        | 2:0      | 2:3       |
| Botev Plovdiv         | 2 : 3            | Zrinjski Mostar      | 2:1      | 0:2       |
| Omonia                | 3 : 0            | Fehérvár             | 1:0      | 2:0       |
| Kodaň                 | 1 : 1 (2:1 p.)   | Baník Ostrava        | 1:0      | 0:1 (pp.) |
| Olimpija Lublaň       | 4 : 0            | Šeriff Tiraspol      | 3:0      | 1:0       |

### 4. předkolo
Los 4. předkola proběhne 5. srpna 2024.
Vítězové postoupí do základních skupin.

#### Mistrovská část
| Domácí v 1. zápase | Celkem | Hosté v 1. zápase | 1. zápas | 2. zápas |
| ------------------ | ------ | ----------------- | -------- | -------- |
| Lincoln Red Imps   | 3 : 4  | Larne             | 2:1      | 1:3      |
| Pjunik             | 2 : 4  | Celje             | 1:0      | 1:4      |
| Víkingur Reykjavík | 5 : 0  | UE Santa Coloma   | 5:0      | 0:0      |
| Panevėžys          | 0 : 3  | The New Saints    | 0:3      | 0:0      |
| KÍ                 | 3 : 4  | HJK               | 2:2      | 1:2      |

#### Nemistrovská část
| Domácí v 1. zápase    | Celkem         | Hosté v 1. zápase | 1. zápas | 2. zápas  |
| --------------------- | -------------- | ----------------- | -------- | --------- |
| Omonia                | 6 : 1          | Zirə              | 6:0      | 0:1       |
| St. Gallen            | 1 : 1 (5:4 p.) | Trabzonspor       | 0:0      | 1:1 (pp.) |
| Lens                  | 2 : 3          | Panathinaikos     | 2:1      | 0:2       |
| Häcken                | 3 : 5          | 1. FC Heidenheim  | 1:2      | 2:3       |
| Kodaň                 | 3 : 1          | Kilmarnock        | 2:0      | 1:1       |
| Vitória de Guimarães  | 7 : 0          | Zrinjski Mostar   | 3:0      | 4:0       |
| Brann                 | 2 : 3          | Astana            | 2:0      | 0:3       |
| Legia Warszawa        | 3 : 0          | Drita             | 2:0      | 1:0       |
| Rijeka                | 1 : 6          | Olimpija Lublaň   | 1:1      | 0:5       |
| Fiorentina            | 4 : 4 (5:4 p.) | Puskás Akadémia   | 3:3      | 1:1 (pp.) |
| Djurgårdens           | 2 : 0          | Maribor           | 1:0      | 1:0       |
| Wisla Krakov          | 5 : 7          | Cercle Brugge     | 1:6      | 4:1       |
| Mladá Boleslav        | 5 : 2          | Paksi             | 2:2      | 3:0       |
| St Patrick's Athletic | 0 : 2          | Başakşehir        | 0:0      | 0:2       |
| Chelsea               | 3 : 2          | Servette          | 2:0      | 1:2       |
| CFR Kluž              | 1 : 3          | Pafos             | 1:0      | 0:3       |
| Partizan              | 0 : 2          | Gent              | 0:1      | 0:1       |
| Kryvbas Kryvyj Rih    | 0 : 5          | Real Betis        | 0:2      | 0:3       |
| Noah                  | 4 : 3          | Ružomberok        | 3:0      | 1:3       |

## Ligová fáze
Losování skupinové fáze Konferenční ligy UEFA 2024/25 se uskuteční 30. srpna 2024 v Grimaldi Forum v Monaku. 36 týmů bude rozděleno do šesti skupin po šesti týmech na základě klubového koeficientu UEFA.
36 týmů bude vylosováno ručně a poté automatický software digitálně vylosuje jejich šest různých soupeřů a určí, které zápasy se budou hrát doma a které venku. Každý tým se utká s jedním soupeřem z každé ze šesti skupin – vždy s jedním doma a jedním venku z dvojic košů 1/2, 3/4 a 5/6. Týmy nemohou čelit soupeřům ze své země a mohou být vylosovány maximálně proti dvěma týmům ze stejné země.
Osm nejlepších týmů na žebříčku získá postup do osmifinále. Týmy na 9. až 24. místě se utkají v šestnáctifinále (v předkole play-off), přičemž týmy na 9. až 16. místě budou nasazeny pro los. Týmy na 25. až 36. místě budou vyřazeny ze všech soutěží.
Los
| Koš 1 | Koš 2 | Koš 3 | Koš 4 | Koš 5 | Koš 6 |
| --- | --- | --- | --- | --- | --- |
| - Chelsea KK: 96.000 - Kodaň KK: 51.500 - Gent KK: 45.000 - Fiorentina KK: 42.000 - LASK KK: 37.000 - Real Betis KK: 33.000 | - İstanbul Başakşehir KK: 29.000 - Molde KK: 28.500 - Legia Warszawa KK: 18.000 - 1. FC Heidenheim KK: 17.324 - Djurgårdens IF KK: 16.500 - APOEL KK: 14.500 | - Rapid Vídeň KK: 14.000 - Omonia KK: 12.000 - HJK KK: 11.500 - Vitória de Guimarães KK: 11.263 - Astana KK: 11.000 - Olimpija Lublaň KK: 10.500 | - Cercle Brugge KK: 9.760 - Shamrock Rovers KK: 9.500 - The New Saints KK: 8.500 - Lugano KK: 8.000 - Heart of Midlothian KK: 7.210 - Mladá Boleslav KK: 7.210 | - Petrocub Hîncești KK: 7.000 - St. Gallen KK: 6.595 - Panathinaikos KK: 6.305 - TSC KK: 5.555 - Borac Banja Luka KK: 5.500 - Jagiellonia Białystok KK: 5.075 | - Celje KK: 4.500 - Larne KK: 4.500 - Dinamo Minsk KK: 4.500 - Pafos KK: 4.420 - Víkingur Reykjavík KK: 4.000 - Noah KK: 2.125 |

| Klub                  | Soupeř z koše 1 | Soupeř z koše 2         | Soupeř z koše 3          | Soupeř z koše 4         | Soupeř z koše 5           | Soupeř z koše 6        |
| --------------------- | --------------- | ----------------------- | ------------------------ | ----------------------- | ------------------------- | ---------------------- |
| Chelsea               | Gent (D)        | 1. FC Heidenheim (V)    | Astana (V)               | Shamrock Rovers (D)     | Panathinaikos (V)         | Noah (D)               |
| Kodaň                 | Real Betis (V)  | İstanbul Başakşehir (D) | Rapid Vídeň (V)          | Heart of Midlothian (D) | Jagiellonia Białystok (D) | Dinamo Minsk (V)       |
| Gent                  | Chelsea (V)     | Molde (D)               | Omonia (D)               | Lugano (V)              | TSC (D)                   | Larne (V)              |
| Fiorentina            | LASK (D)        | APOEL (V)               | Vitória de Guimarães (V) | The New Saints (D)      | St. Gallen (V)            | Pafos (D)              |
| LASK                  | Fiorentina (V)  | Djurgårdens IF (D)      | Olimpija Lublaň (V)      | Cercle Brugge (D)       | Borac Banja Luka (V)      | Víkingur Reykjavík (D) |
| Real Betis            | Kodaň (D)       | Legia Warszawa (V)      | HJK (D)                  | Mladá Boleslav (V)      | Petrocub Hîncești (V)     | Celje (D)              |
|                       |                 |                         |                          |                         |                           |                        |
| İstanbul Başakşehir   | Kodaň (V)       | 1. FC Heidenheim (D)    | Rapid Vídeň (D)          | Cercle Brugge (V)       | Petrocub Hîncești (D)     | Celje (V)              |
| Molde                 | Gent (V)        | APOEL (D)               | HJK (V)                  | Mladá Boleslav (D)      | Jagiellonia Białystok (V) | Larne (D)              |
| Legia Warszawa        | Real Betis (D)  | Djurgårdens IF (V)      | Omonia (V)               | Lugano (D)              | TSC (V)                   | Dinamo Minsk (D)       |
| 1. FC Heidenheim      | Chelsea (D)     | İstanbul Başakşehir (V) | Olimpija Lublaň (D)      | Heart of Midlothian (V) | St. Gallen (D)            | Pafos (V)              |
| Djurgårdens IF        | LASK (V)        | Legia Warszawa (D)      | Vitória de Guimarães (D) | The New Saints (V)      | Panathinaikos (D)         | Víkingur Reykjavík (V) |
| APOEL                 | Fiorentina (D)  | Molde (V)               | Astana (D)               | Shamrock Rovers (V)     | Borac Banja Luka (D)      | Noah (V)               |
|                       |                 |                         |                          |                         |                           |                        |
| Rapid Vídeň           | Kodaň (D)       | İstanbul Başakşehir (V) | Omonia (V)               | Shamrock Rovers (D)     | Petrocub Hîncești (V)     | Noah (D)               |
| Omonia                | Gent (V)        | Legia Warszawa (D)      | Rapid Vídeň (D)          | Heart of Midlothian (V) | Borac Banja Luka (V)      | Víkingur Reykjavík (D) |
| HJK                   | Real Betis (V)  | Molde (D)               | Olimpija Lublaň (D)      | Lugano (V)              | Panathinaikos (V)         | Dinamo Minsk (D)       |
| Vitória de Guimarães  | Fiorentina (D)  | Djurgårdens IF (V)      | Astana (V)               | Mladá Boleslav (D)      | St. Gallen (V)            | Celje (D)              |
| Astana                | Chelsea (D)     | APOEL (V)               | Vitória de Guimarães (D) | The New Saints (V)      | TSC (D)                   | Pafos (V)              |
| Olimpija Lublaň       | LASK (D)        | 1. FC Heidenheim (V)    | HJK (V)                  | Cercle Brugge (D)       | Jagiellonia Białystok (V) | Larne (D)              |
|                       |                 |                         |                          |                         |                           |                        |
| Cercle Brugge         | LASK (V)        | İstanbul Başakşehir (D) | Olimpija Lublaň (V)      | Heart of Midlothian (D) | St. Gallen (D)            | Víkingur Reykjavík (V) |
| Shamrock Rovers       | Chelsea (V)     | APOEL (D)               | Rapid Vídeň (V)          | The New Saints (D)      | Borac Banja Luka (D)      | Larne (V)              |
| The New Saints        | Fiorentina (V)  | Djurgårdens IF (D)      | Astana (D)               | Shamrock Rovers (V)     | Panathinaikos (D)         | Celje (V)              |
| Lugano                | Gent (D)        | Legia Warszawa (V)      | HJK (D)                  | Mladá Boleslav (V)      | TSC (V)                   | Pafos (D)              |
| Heart of Midlothian   | Kodaň (V)       | 1. FC Heidenheim (D)    | Omonia (D)               | Cercle Brugge (V)       | Petrocub Hîncești (D)     | Dinamo Minsk (V)       |
| Mladá Boleslav        | Real Betis (D)  | Molde (V)               | Vitória de Guimarães (V) | Lugano (D)              | Jagiellonia Białystok (D) | Noah (V)               |
|                       |                 |                         |                          |                         |                           |                        |
| Petrocub Hîncești     | Real Betis (D)  | İstanbul Başakşehir (V) | Rapid Vídeň (D)          | Heart of Midlothian (V) | Jagiellonia Białystok (V) | Pafos (D)              |
| St. Gallen            | Fiorentina (D)  | 1. FC Heidenheim (V)    | Vitória de Guimarães (D) | Cercle Brugge (V)       | TSC (D)                   | Larne (V)              |
| Panathinaikos         | Chelsea (D)     | Djurgårdens IF (V)      | HJK (D)                  | The New Saints (V)      | Borac Banja Luka (V)      | Dinamo Minsk (D)       |
| TSC                   | Gent (V)        | Legia Warszawa (D)      | Astana (V)               | Lugano (D)              | St. Gallen (V)            | Noah (D)               |
| Borac Banja Luka      | LASK (D)        | APOEL (V)               | Omonia (D)               | Shamrock Rovers (V)     | Panathinaikos (D)         | Víkingur Reykjavík (V) |
| Jagiellonia Białystok | Kodaň (V)       | Molde (D)               | Olimpija Lublaň (D)      | Mladá Boleslav (V)      | Petrocub Hîncești (D)     | Celje (V)              |
|                       |                 |                         |                          |                         |                           |                        |
| Celje                 | Real Betis (V)  | İstanbul Başakşehir (D) | Vitória de Guimarães (V) | The New Saints (D)      | Jagiellonia Białystok (D) | Pafos (V)              |
| Larne                 | Gent (D)        | Molde (V)               | Olimpija Lublaň (V)      | Shamrock Rovers (D)     | St. Gallen (D)            | Dinamo Minsk (V)       |
| Dinamo Minsk          | Kodaň (D)       | Legia Warszawa (V)      | HJK (V)                  | Heart of Midlothian (D) | Panathinaikos (V)         | Larne (D)              |
| Pafos                 | Fiorentina (V)  | 1. FC Heidenheim (D)    | Astana (D)               | Lugano (V)              | Petrocub Hîncești (V)     | Celje (D)              |
| Víkingur Reykjavík    | LASK (V)        | Djurgårdens IF (D)      | Omonia (V)               | Cercle Brugge (D)       | Borac Banja Luka (D)      | Noah (V)               |
| Noah                  | Chelsea (V)     | APOEL (D)               | Rapid Vídeň (V)          | Mladá Boleslav (D)      | TSC (V)                   | Víkingur Reykjavík (D) |

### Tabulka
|  | Postup do osmifinále                                       |
|  | Postup do šestnáctifinále (předkolo play-off) - nasazený   |
|  | Postup do šestnáctifinále (předkolo play-off) - nenasazený |

| Poř. | Tým                   | Z | V | R | P | VG | OG | B  |
| ---- | --------------------- | - | - | - | - | -- | -- | -- |
| 1.   | Chelsea               | 6 | 6 | 0 | 0 | 26 | 5  | 18 |
| 2.   | Vitória de Guimarães  | 6 | 4 | 2 | 0 | 13 | 6  | 14 |
| 3.   | Fiorentina            | 6 | 4 | 1 | 1 | 18 | 7  | 13 |
| 4.   | Rapid Vídeň           | 6 | 4 | 1 | 1 | 11 | 5  | 13 |
| 5.   | Djurgårdens IF        | 6 | 4 | 1 | 1 | 11 | 7  | 13 |
| 6.   | Lugano                | 6 | 4 | 1 | 1 | 11 | 7  | 13 |
| 7.   | Legia Warszawa        | 6 | 4 | 0 | 2 | 13 | 5  | 12 |
| 8.   | Cercle Brugge         | 6 | 3 | 2 | 1 | 14 | 7  | 11 |
| 9.   | Jagiellonia Białystok | 6 | 3 | 2 | 1 | 10 | 5  | 11 |
| 10.  | Shamrock Rovers       | 6 | 3 | 2 | 1 | 12 | 9  | 11 |
| 11.  | APOEL                 | 6 | 3 | 2 | 1 | 8  | 5  | 11 |
| 12.  | Pafos                 | 6 | 3 | 1 | 2 | 11 | 7  | 10 |
| 13.  | Panathinaikos         | 6 | 3 | 1 | 2 | 10 | 7  | 10 |
| 14.  | Olimpija Lublaň       | 6 | 3 | 1 | 2 | 7  | 6  | 10 |
| 15.  | Real Betis            | 6 | 3 | 1 | 2 | 6  | 5  | 10 |
| 16.  | 1. FC Heidenheim      | 6 | 3 | 1 | 2 | 7  | 7  | 10 |
| 17.  | Gent                  | 6 | 3 | 0 | 3 | 8  | 8  | 9  |
| 18.  | Kodaň                 | 6 | 2 | 2 | 2 | 8  | 9  | 8  |
| 19.  | Víkingur Reykjavík    | 6 | 2 | 2 | 2 | 7  | 8  | 8  |
| 20.  | Borac Banja Luka      | 6 | 2 | 2 | 2 | 4  | 7  | 8  |
| 21.  | Celje                 | 6 | 2 | 1 | 3 | 13 | 13 | 7  |
| 22.  | Omonia                | 6 | 2 | 1 | 3 | 7  | 7  | 7  |
| 23.  | Molde                 | 6 | 2 | 1 | 3 | 10 | 11 | 7  |
| 24.  | TSC                   | 6 | 2 | 1 | 3 | 10 | 13 | 7  |
| 25.  | Heart of Midlothian   | 6 | 2 | 1 | 3 | 6  | 9  | 7  |
| 26.  | İstanbul Başakşehir   | 6 | 1 | 3 | 2 | 9  | 12 | 6  |
| 27.  | Mladá Boleslav        | 6 | 2 | 0 | 4 | 7  | 10 | 6  |
| 28.  | Astana                | 6 | 1 | 2 | 3 | 4  | 8  | 5  |
| 29.  | St. Gallen            | 6 | 1 | 2 | 3 | 10 | 18 | 4  |
| 30.  | HJK                   | 6 | 1 | 1 | 4 | 3  | 9  | 4  |
| 31.  | Noah                  | 6 | 1 | 1 | 4 | 6  | 16 | 4  |
| 32.  | The New Saints        | 6 | 1 | 0 | 5 | 5  | 10 | 3  |
| 33.  | Dinamo Minsk          | 6 | 1 | 0 | 5 | 4  | 13 | 3  |
| 34.  | Larne                 | 6 | 1 | 0 | 5 | 3  | 12 | 3  |
| 35.  | LASK                  | 6 | 0 | 3 | 3 | 4  | 14 | 3  |
| 36.  | Petrocub Hîncești     | 6 | 0 | 2 | 4 | 4  | 13 | 2  |

### Zápasy
| Tým #1               | Výsledek | Tým #2                |
| -------------------- | -------- | --------------------- |
| İstanbul Başakşehir  | 1 : 2    | Rapid Vídeň           |
| Vitória de Guimarães | 3 : 1    | Celje                 |
| 1. FC Heidenheim     | 2 : 1    | Olimpija Lublaň       |
| Cercle Brugge        | 6 : 2    | St. Gallen            |
| Astana               | 1 : 0    | TSC                   |
| Dinamo Minsk         | 1 : 2    | Heart of Midlothian   |
| Noah                 | 2 : 0    | Mladá Boleslav        |
| Legia Warszawa       | 1 : 0    | Real Betis            |
| Molde                | 3 : 0    | Larne                 |
| Omonia               | 4 : 0    | Víkingur Reykjavík    |
| Fiorentina           | 2 : 0    | The New Saints        |
| Chelsea              | 4 : 2    | Gent                  |
| Kodaň                | 1 : 2    | Jagiellonia Białystok |
| Lugano               | 3 : 0    | HJK                   |
| Petrocub Hîncești    | 1 : 4    | Pafos                 |
| Borac Banja Luka     | 1 : 1    | Panathinaikos         |
| LASK                 | 2 : 2    | Djurgårdens IF        |
| Shamrock Rovers      | 1 : 1    | APOEL                 |

| Tým #1                | Výsledek | Tým #2               |
| --------------------- | -------- | -------------------- |
| Víkingur Reykjavík    | 3 : 1    | Cercle Brugge        |
| APOEL                 | 0 : 1    | Borac Banja Luka     |
| Djurgårdens IF        | 1 : 2    | Vitória de Guimarães |
| St. Gallen            | 2 : 4    | Fiorentina           |
| Heart of Midlothian   | 2 : 0    | Omonia               |
| Jagiellonia Białystok | 2 : 0    | Petrocub Hîncești    |
| Gent                  | 2 : 1    | Molde                |
| Larne                 | 1 : 4    | Shamrock Rovers      |
| Celje                 | 5 : 1    | İstanbul Başakşehir  |
| Panathinaikos         | 1 : 4    | Chelsea              |
| Rapid Vídeň           | 1 : 0    | Noah                 |
| Mladá Boleslav        | 0 : 1    | Lugano               |
| TSC                   | 0 : 3    | Legia Warszawa       |
| HJK                   | 1 : 0    | Dinamo Minsk         |
| Olimpija Lublaň       | 2 : 0    | LASK                 |
| Pafos                 | 0 : 1    | 1. FC Heidenheim     |
| Real Betis            | 1 : 1    | Kodaň                |
| The New Saints        | 2 : 0    | Astana               |

| Tým #1                | Výsledek | Tým #2              |
| --------------------- | -------- | ------------------- |
| Víkingur Reykjavík    | 2 : 0    | Borac Banja Luka    |
| Petrocub Hîncești     | 0 : 3    | Rapid Vídeň         |
| TSC                   | 4 : 1    | Lugano              |
| HJK                   | 0 : 2    | Olimpija Lublaň     |
| Gent                  | 1 : 0    | Omonia              |
| Legia Warszawa        | 4 : 0    | Dinamo Minsk        |
| Pafos                 | 1 : 0    | Astana              |
| Shamrock Rovers       | 2 : 1    | The New Saints      |
| APOEL                 | 2 : 1    | Fiorentina          |
| Chelsea               | 8 : 0    | Noah                |
| Djurgårdens IF        | 2 : 1    | Panathinaikos       |
| Kodaň                 | 2 : 2    | İstanbul Başakşehir |
| Heart of Midlothian   | 0 : 2    | 1. FC Heidenheim    |
| Jagiellonia Białystok | 3 : 0    | Molde               |
| Larne                 | 1 : 2    | St. Gallen          |
| LASK                  | 0 : 0    | Cercle Brugge       |
| Real Betis            | 2 : 1    | Celje               |
| Vitória de Guimarães  | 2 : 1    | Mladá Boleslav      |

| Tým #1              | Výsledek | Tým #2                |
| ------------------- | -------- | --------------------- |
| İstanbul Başakşehir | 1 : 1    | Petrocub Hîncești     |
| Astana              | 1 : 1    | Vitória de Guimarães  |
| 1. FC Heidenheim    | 0 : 2    | Chelsea               |
| Cercle Brugge       | 2 : 0    | Heart of Midlothian   |
| Dinamo Minsk        | 1 : 2    | Kodaň                 |
| Noah                | 0 : 0    | Víkingur Reykjavík    |
| St. Gallen          | 2 : 2    | TSC                   |
| Borac Banja Luka    | 2 : 1    | LASK                  |
| Molde               | 0 : 1    | APOEL                 |
| Celje               | 3 : 3    | Jagiellonia Białystok |
| Panathinaikos       | 1 : 0    | HJK                   |
| The New Saints      | 0 : 1    | Djurgårdens IF        |
| Fiorentina          | 3 : 2    | Pafos                 |
| Lugano              | 2 : 0    | Gent                  |
| Mladá Boleslav      | 2 : 1    | Real Betis            |
| Olimpija Lublaň     | 1 : 0    | Larne                 |
| Omonia              | 0 : 3    | Legia Warszawa        |
| Rapid Vídeň         | 1 : 1    | Shamrock Rovers       |

| Tým #1              | Výsledek | Tým #2                |
| ------------------- | -------- | --------------------- |
| Víkingur Reykjavík  | 1 : 2    | Djurgårdens IF        |
| Astana              | 1 : 3    | Chelsea               |
| Fiorentina          | 7 : 0    | LASK                  |
| Kodaň               | 2 : 0    | Heart of Midlothian   |
| Dinamo Minsk        | 2 : 0    | Larne                 |
| Noah                | 1 : 3    | APOEL                 |
| Petrocub Hîncești   | 0 : 1    | Real Betis            |
| HJK                 | 2 : 2    | Molde                 |
| İstanbul Başakşehir | 3 : 1    | 1. FC Heidenheim      |
| Legia Warszawa      | 1 : 2    | Lugano                |
| Olimpija Lublaň     | 1 : 4    | Cercle Brugge         |
| St. Gallen          | 1 : 4    | Vitória de Guimarães  |
| Mladá Boleslav      | 1 : 0    | Jagiellonia Białystok |
| Gent                | 3 : 0    | TSC                   |
| Omonia              | 3 : 1    | Rapid Vídeň           |
| Pafos               | 2 : 0    | Celje                 |
| Shamrock Rovers     | 3 : 0    | Borac Banja Luka      |
| The New Saints      | 0 : 2    | Panathinaikos         |

| Tým #1                | Výsledek | Tým #2              |
| --------------------- | -------- | ------------------- |
| 1. FC Heidenheim      | 1 : 1    | St. Gallen          |
| APOEL                 | 1 : 1    | Astana              |
| Cercle Brugge         | 1 : 1    | İstanbul Başakşehir |
| Chelsea               | 5 : 1    | Shamrock Rovers     |
| Djurgårdens IF        | 3 : 1    | Legia Warszawa      |
| Lugano                | 2 : 2    | Pafos               |
| Borac Banja Luka      | 0 : 0    | Omonia              |
| TSC                   | 4 : 3    | Noah                |
| Heart of Midlothian   | 2 : 2    | Petrocub Hîncești   |
| Jagiellonia Białystok | 0 : 0    | Olimpija Lublaň     |
| Larne                 | 1 : 0    | Gent                |
| LASK                  | 1 : 1    | Víkingur Reykjavík  |
| Molde                 | 4 : 3    | Mladá Boleslav      |
| Celje                 | 3 : 2    | The New Saints      |
| Panathinaikos         | 4 : 0    | Dinamo Minsk        |
| Real Betis            | 1 : 0    | HJK                 |
| Rapid Vídeň           | 3 : 0    | Copenhagen          |
| Vitória de Guimarães  | 1 : 1    | Fiorentina          |

## Vyřazovací část
Vyřazovací fázi Konferenční ligy UEFA 2024/2025 bude hrát 24 nejlepších týmů z celkové tabulky. 

### Šestnáctifinále
Šestnáctifinále (předkolo play-off) spolu sehrají týmy na 9.–24. místě celkové tabulky skupinové fáze, přičemž týmy na 9.–16. místě celkové tabulky jsou pro toto kolo nasazeny a mají právo odvety na domácím stadionu.
| Nasazené týmy (týmy na 9.–16. místě) | Nenasazené týmy (týmy na 17.–24. místě) |
| ------------------------------------ | --------------------------------------- |
| Jagiellonia Białystok                | Gent                                    |
| Shamrock Rovers                      | Kodaň                                   |
| APOEL                                | Víkingur Reykjavík                      |
| Pafos                                | Borac Banja Luka                        |
| Panathinaikos                        | Celje                                   |
| Olimpija Lublaň                      | Omonia                                  |
| Real Betis                           | Molde                                   |
| 1. FC Heidenheim                     | TSC                                     |

| Domácí v 1. zápase | Celkem         | Hosté v 1. zápase     | 1. zápas | 2. zápas  |
| ------------------ | -------------- | --------------------- | -------- | --------- |
| Gent               | 1 : 3          | Real Betis            | 0:3      | 1:0       |
| TSC                | 2 : 6          | Jagiellonia Białystok | 1:3      | 1:3       |
| Celje              | 4 : 2          | APOEL                 | 2:2      | 2:0       |
| Víkingur Reykjavík | 2 : 3          | Panathinaikos         | 2:1      | 0:2       |
| Borac Banja Luka   | 1 : 0          | Olimpija Lublaň       | 1:0      | 0:0       |
| Omonia             | 2 : 3          | Pafos                 | 1:1      | 1:2       |
| Molde              | 1 : 1 (5:4 p.) | Shamrock Rovers FC    | 0:1      | 1:0 (pp.) |
| Kodaň              | 4 : 3          | 1. FC Heidenheim      | 1:2      | 3:1 (pp.) |

### Osmifinále
V osmifinále sehrají své zápasy týmy z 1.–8. místa konečné tabulky skupinové fáze proti vítězům šestnáctifinále (předkola play-off).
| Nasazené týmy (týmy na 1.–8. místě) | Nenasazené týmy (vítězové ze šestnáctifinále) |
| ----------------------------------- | --------------------------------------------- |
| Chelsea                             | Jagiellonia Białystok                         |
| Vitória de Guimarães                | Pafos                                         |
| Fiorentina                          | Panathinaikos                                 |
| Rapid Vídeň                         | Real Betis                                    |
| Djurgårdens IF                      | Kodaň                                         |
| Lugano                              | Borac Banja Luka                              |
| Legia Warszawa                      | Celje                                         |
| Cercle Brugge                       | Molde                                         |

| Domácí v 1. zápase    | Celkem         | Hosté v 1. zápase    | 1. zápas | 2. zápas  |
| --------------------- | -------------- | -------------------- | -------- | --------- |
| Real Betis            | 6 : 2          | Vitória de Guimarães | 2:2      | 4:0       |
| Jagiellonia Białystok | 3 : 2          | Cercle Brugge        | 3:0      | 0:2       |
| Celje                 | 5 : 5 (3:1 p.) | Lugano               | 1:0      | 4:5 (pp.) |
| Panathinaikos         | 4 : 5          | Fiorentina           | 3:2      | 1:3       |
| Kodaň                 | 1 : 3          | Chelsea              | 1:2      | 0:1       |
| Molde                 | 3 : 4          | Legia Warszawa       | 3:2      | 0:2 (pp.) |
| Pafos                 | 1 : 3          | Djurgårdens IF       | 1:0      | 0:3       |
| Borac Banja Luka      | 2 : 3          | Rapid Vídeň          | 1:1      | 1:2 (pp.) |

### Čtvrtfinále
| Domácí v 1. zápase | Celkem | Hosté v 1. zápase     | 1. zápas | 2. zápas  |
| ------------------ | ------ | --------------------- | -------- | --------- |
| Real Betis         | 3 : 1  | Jagiellonia Białystok | 2:0      | 1:1       |
| Celje              | 3 : 4  | Fiorentina            | 1:2      | 2:2       |
| Legia Warszawa     | 2 : 4  | Chelsea               | 0:3      | 2:1       |
| Djurgårdens IF     | 4 : 2  | Rapid Vídeň           | 0:1      | 4:1 (pp.) |

### Semifinále
| Domácí v 1. zápase | Celkem | Hosté v 1. zápase | 1. zápas | 2. zápas  |
| ------------------ | ------ | ----------------- | -------- | --------- |
| Real Betis         | 4 : 3  | Fiorentina        | 2:1      | 2:2 (pp.) |
| Djurgårdens IF     | 1 : 5  | Chelsea           | 1:4      | 0:1       |

### Finále
Finále se hrálo 28. května 2025 na stadionu Stadion Miejski, ve Vratislavi, v Polsku. Po losování čtvrtfinále a semifinále se ve stejný den uskutečnilo losování, které určilo administrativní domácí tým.
| 28. května 2025 21:00 |        |                                                    |                                                           |
| Real Betis            | 1 : 4  | Chelsea                                            | Stadion Miejski, Vratislav, Polsko rozhodčí: Irfan Peljto |
| Ezzalzouli 9'         | Report | 65' Fernández 70' Jackson 83' Sancho 90+1' Caicedo | Stadion Miejski, Vratislav, Polsko rozhodčí: Irfan Peljto |